# 보수주의 (회계)
보수주의(conservatism)란 회계상 손익계산에 대한 원칙의 하나로서 안정성의 원칙으로도 불린다. 과세와 배당 등의 기업의 자금이 사외유출되는 것을 막기 위한 조치로서, 재무적 건전성을 위한 방법이다. 이 사고방식으로 회계장부를 기록하면, 비용은 빠짐없이 기록되지만, 그에 반해서 수익은 확정된 사항만 기록하게 된다. 이를 통해 기업에 이익을 줄어들게되고, 이후 세금 부담을 줄이고 배당금 지불액을 줄이면서 현금유출을 막게되는 효과가 발생한다.
다만, 이익 조작 등으로 회계처리의 일관성이 결여되는 문제점이 있다.

## 같이 보기
- 일반적으로 인정된 회계원칙
- 국제회계기준